# Grand Annecy

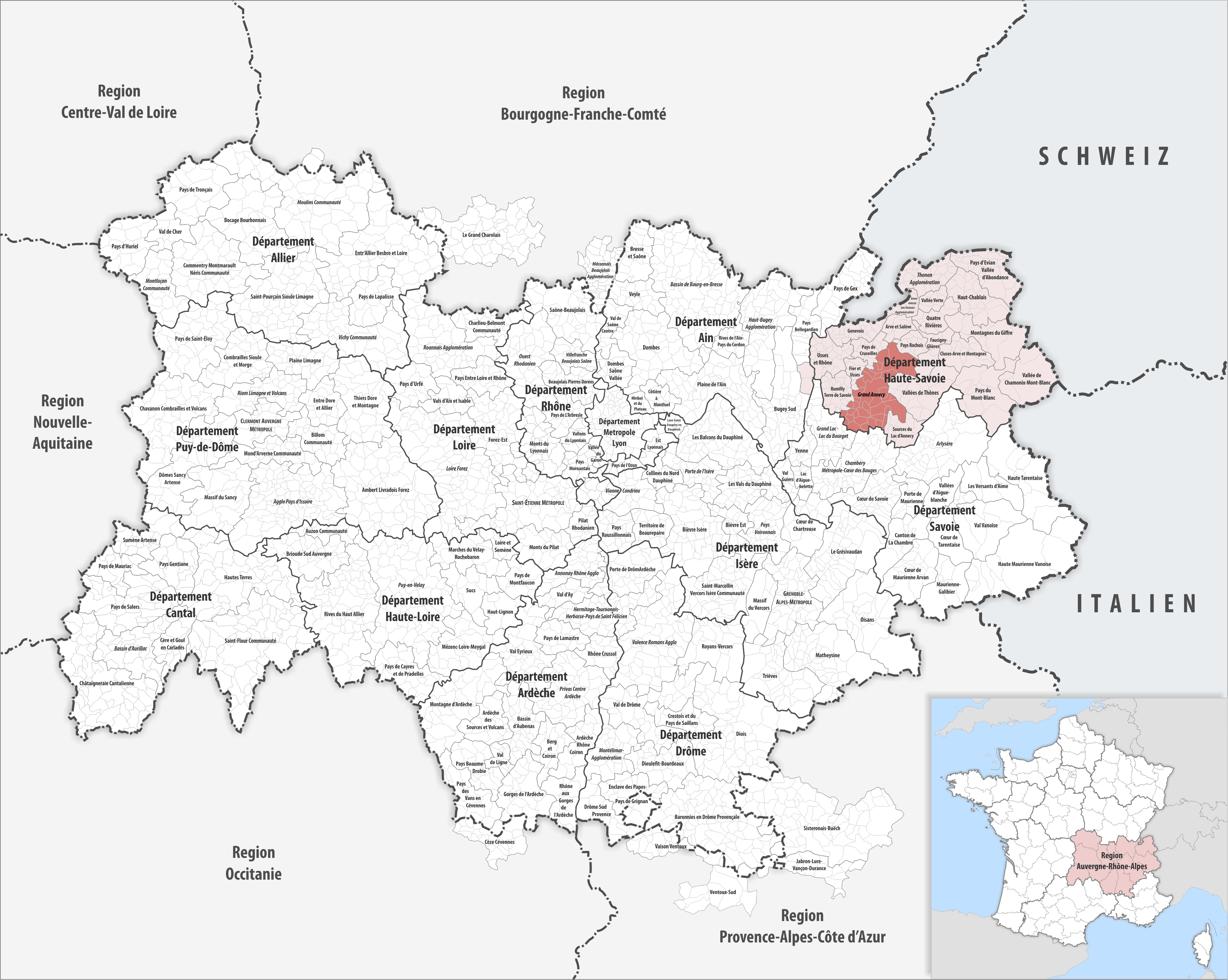
Situació d'Annecy.

Grand Annecy (oficialment Communauté d'agglomération du Grand Annecy) és una estructura supramunicipal, una Comunitat d'aglomeració, centrada a la ciutat d'Annecy/Èneci. És troba al departament de l'Alta Savoia (regió Alvèrnia-Roine-Alps de l'estat francès). Va ser creada el gener de 2017 per la fusió de l'anterior communauté de l'agglomération d'Annecy i quatre comunitats de municipis. El 2014, la seva població era de 203,078 persones, de les quals 128,422 d'Annecy.

## Composició
El Grand Annecy consisteix en els següents 34 municipis:
1. Alby-sur-Chéran
2. Allèves
3. Annecy
4. Argonay
5. Bluffy
6. Chainaz-les-Frasses
7. Chapeiry
8. Charvonnex
9. Chavanod
10. Cusy
11. Duingt
12. Entrevernes
13. Épagny-Metz-Tessy
14. Fillière
15. Groisy
16. Gruffy
17. Héry-sur-Alby
18. La Chapelle-Saint-Maurice
19. Leschaux
20. Menthon-Saint-Bernard
21. Montagny-les-Lanches
22. Mûres
23. Nâves-Parmelan
24. Poisy
25. Quintal
26. Saint-Eustache
27. Saint-Félix
28. Saint-Jorioz
29. Saint-Sylvestre
30. Sevrier
31. Talloires-Montmin
32. Veyrier-du-Lac
33. Villaz
34. Viuz-la-Chiésaz